# ماتس فرانسون
ماتس فرانسون (بالسويدية: Mats Fransson)‏ هو  لاعب كرة يد سويدي في مركز حارس مرمى ‏، ولد في 1 يونيو 1962 في Lysekil ‏ في السويد.

## وصلات خارجية
- ماتس فرانسون على موقع أوليمبيديا (الإنجليزية)
- ماتس فرانسون على موقع اللجنة الأولمبية السويدية (السويدية)